# Gijounet
Gijounet ist eine französische Gemeinde mit 122 Einwohnern (Stand: 1. Januar 2022) im Département Tarn in der Region Okzitanien. Sie gehört zum Arrondissement Castres und ist Mitglied im Gemeindeverband Communauté de communes du Haut-Languedoc. Die Bewohner werden Gijounetins und Gijounetines oder Gijounétois und Gijounétoises genannt.
Nachbargemeinden sind Viane im Norden, Lacaune im Osten, Fontrieu mit Castelnau-de-Brassac im Süden und Berlats im Westen.

## Bevölkerungsentwicklung
| Jahr      | 1962 | 1968 | 1975 | 1982 | 1990 | 1999 | 2007 | 2015 |
| --------- | ---- | ---- | ---- | ---- | ---- | ---- | ---- | ---- |
| Einwohner | 190  | 130  | 109  | 110  | 114  | 125  | 135  | 121  |

## Sehenswürdigkeiten

Kirche Notre-Dame-de-l’Assomption

- Kirche Notre-Dame-de-l’Assomption